# عمر بن هبيرة
عمر بن هبيرة بن معاوية بن سكين الأمير أبو المثنى الفزاري هو أمير عراق العرب وعراق العجم وابنه يزيد بن عمر بن هبيرة المعروف بيزيد بن هبيرة، ولي إمارة البحر عند حصار القسطنطينية الثاني تحت قيادة مسلمة بن عبد الملك، ثم عينه الخليفة الأموي يزيد بن عبد الملك أميرا على العراق سنة 103 هجري، فلما ولى هشام بن عبد الملك دار الخلافة الإسلامية في دمشق عزله وولى خالد بن عبد الله القسري.

## نسبه
هو أبو المثنى عمر بن هبيرة بن معاوية بن سكين بن خديج بن بغيض بن مالك بن سعد بن عدي بن فزارة بن ذبيان بن بغيض بن ريث بن غطفان بن سعد بن قيس عيلان ابن مضر بن نزار بن معد بن عدنان.[بحاجة لمصدر] وأم عمر بن هبيرة هي يسرة بنت حسان بن شريك بن نعيم بن ثعلبة العدوي بن عبد مناة.[بحاجة لمصدر]

## بزوغ نجمة
ولد عمر بن هبيرة وترعرع في البادية بين أفراد قومه بنو فزارة، وكان مقداماً شارك في غزو الروم مع عمرو بن معاوية العقيلي، وكان برفقة الجيش الذي أعدّه الحجاج بن يوسف الثقفي لمحاربة مطرف بن المغيرة بن شعبة الذي ثار على الحجاج سنة 77هـ، واستطاع ابن هبيرة أن يقتل مطرف، وأخذ رأسه إلى عدي بن زياد الإيادي وهو على الريّ، فأعطاه مالاً وسيرّه إلى الحجاج الذي أرسله إلى عبد الملك بن مروان والذي كافأه بإعطائه قرية «برزة» من قرى دمشق فعظم شأنه بالشام .[بحاجة لمصدر]
وفي سنة 97هـ غزا ابن هبيرة أرض الروم في عهد سليمان بن عبد الملك، وعندما انتقلت الخلافة إلى عمر بن عبد العزيز ولاّه الجزيرة الفراتية، وفي عام 102هـ توجه لغزو الروم من ناحية أرمينيا وحقق نصراً كبيراً، وعندما تسلم يزيد بن عبد الملك الخلافة كلّفه حيازة أموال بني المهلب بن ابي صفرة ، ثم ولاّه العراق وخراسان بدلاً من أخيه مسلمة بن عبد الملك، فعزل سعيد خذينة صهر مسلمة عن خراسان وولاها سعيد بن عمرو الحرشي سنة 103هـ .[بحاجة لمصدر]
ويذكر الطبري أن ابن هبيرة عزل سعيد الحرشي سنة 104هـ عن خراسان وولاها مسلم بن سعيد بن أسلم بن زرعة الكلابي؛ لعدم تقيد سعيد بأوامر ابن هبيرة واستخفافه به .[بحاجة لمصدر]
وكان ابن هبيرة أول من تشدد في أمر وزن السكة وخلّص الفضة وجوّد الدراهم واشتد في العيار فيه .[بحاجة لمصدر]

## بعض اخباره
- دعا عمر بن هبيرة كلا من الحسن البصري وعامر بن شراحبيل المعروف بالشعبي وقال لهما: إن أمير المؤمنين قد استخلفه الله على عباده وأوجب طاعته على الناس. وقد ولاني ماترون من أمر العراق ثم زادني فولاني فارس. وهو يرسل إلي أحيانا كتبا يأمرني فيها بإنفاذ مالا أطمئن إلى عدالته. فهل تجدان لي في متابعتي إياه وإنفاذ أوامره مخرجا في الدين؟[بحاجة لمصدر]

فأجاب الشعبي: أنت مأمور، والتبعة على من أمرك. فالتفت عمر بن هبيرة إلى الحسن وقال: وماتقول أنت يا أباسعيد؟ فقال : يابن هبيره، خف الله في يزيد ولاتخف يزيد في الله، واعلم أن الله جلّ وعزّ يمنعك من يزيد، وأن يزيد لايمنعك من الله، يابن هبيره، إنه يوشك أن ينزل بك ملك غليظ شديد لايعصي الله ما أمره، فيزيلك عن سريرك هذا، وينقلك من سعة قصرك إلى ضيق قبرك حيث لاتجد هناك يزيد، وإنما تجد عملك الذي خالفت فيه رب يزيد.
يابن هبيره إنك إن تك مع الله وفي طاعته يكفك بائقة يزيد بن عبد الملك في الدنيا والأخرة.[بحاجة لمصدر]
وإن تك مع يزيد في معصية الله، فإن الله يكلك إلى يزيد. واعلم يابن هبيرة أنه لاطاعة لمخلوق في معصية الخالق عزوجل. فأخرج عطاؤهم وفضل الحسن بالعطاء.

## عزله عن ولاية العراق
وعندما توفي الخليفة يزيد سنة 105هـ، وانتقلت الخلافة إلى هشام بن عبد الملك في دمشق بعث على العراق خالد بن عبد الله القسري، فدخل واسط، وقد تهيأ ابن هبيرة للجمعة، والمرآة في يده يسوي عمامته، إذ قيل: هذا خالد قد دخل، فقال: هكذا تقوم الساعة بغتةً، فأخذه خالد فقيده وألبسه عباءةً، فقال: بئس ما سننت على أهل العراق، أما تخاف أن تؤخذ بمثل هذا. ثم سجنه فتحيل غلمانه ونقبوا سربا أخرجوه منه فهرب واستجار بالأمير مسلمة بن عبد الملك ليشفع له عند الخليفة هشام بن عبد الملك، وعلى الرغم مما كان بينه وبين مسلمة بن عبد الملك فقد أجاره، وكلَّم الخليفة بشأنه وأخذ له الأمان منه .فأجاره ثم لم يلبث أن مات سنة 107 هـ تقريبا، وقد تولى العراقين أيضاً ولده يزيد بن عمر بن هبيرة.

## وفاته
توفي عمر بن هبيرة الفزاري عام 107 هـ وله من العمر نيف وخمسون سنة على قول أغلب المؤرخين وعرف عن عمر بن هبيرة انه من الولاة الذين أخلصوا للبيت الأموي، إلى جانب جرأته ودهائه وشجاعته بقبول النصح والمشورة.[بحاجة لمصدر]